# Pararge xiphia
Pararge xiphia är en fjärilsart som beskrevs av Fabricius 1775. Pararge xiphia ingår i släktet Pararge och familjen praktfjärilar. Inga underarter finns listade i Catalogue of Life.